# Стара джамия (Балин дол)
Старата джамия или Горната джамия (на македонска литературна норма: Стара џамија, Горна џамија, на албански: Xhamia të vjetër, Xhamia e epërme) е мюсюлмански храм в гостиварското село Балин дол, Северна Македония.
Джамията е разположена в Горната махалана селото, на десния бряг на Вардар. Построена в последните години на османската власт - в 1910 година.